# Ta ha (sura)
Ta ha (arabsko Ta-Ha) je 20. sura (poglavje) v Koranu, ki jo sestavlja 135 ajatov (verzov). Je meška sura.
Med opravljanjem molitve (salata oz. namaza) pri tej suri verniki opravijo 8 ruku'jev (priklonov).